# PRV-9
Radarul PRV-9 (în rusă ”Наклон-2”, index GRAU - 1RL19, după clasificarea NATO ”Thin Skin A”) este un radioaltimetru terestru sovietic exploatat din anul 1960 în fosta URSS. A fost și în înzestrarea țărilor fostului Tratat de la Varșovia, inclusiv în Armata României. În prezent varianta pe două remorci nu se exploatează. 

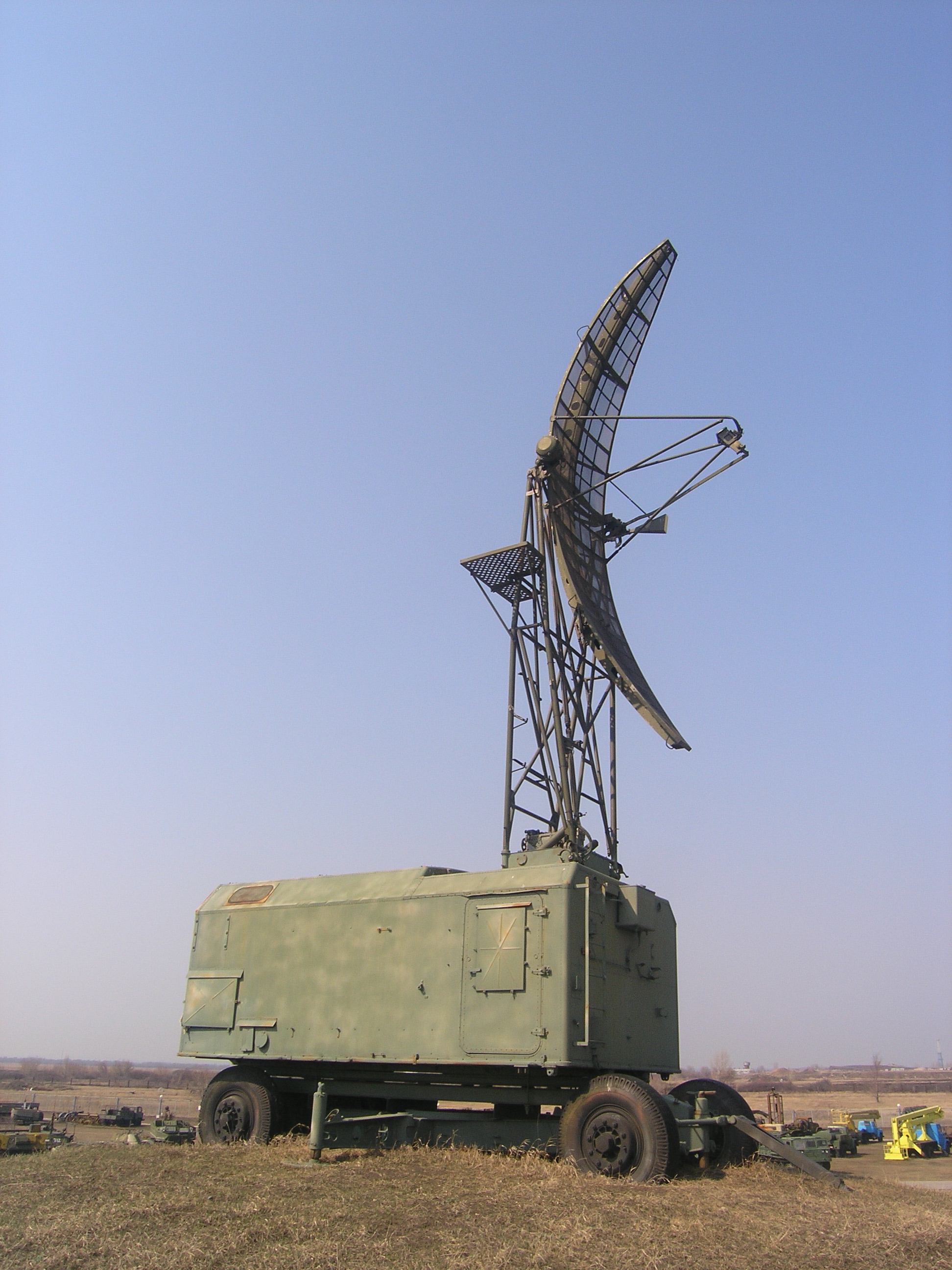
Radioaltimetrul PRV-9 în poziția de luptă (desfășurat).
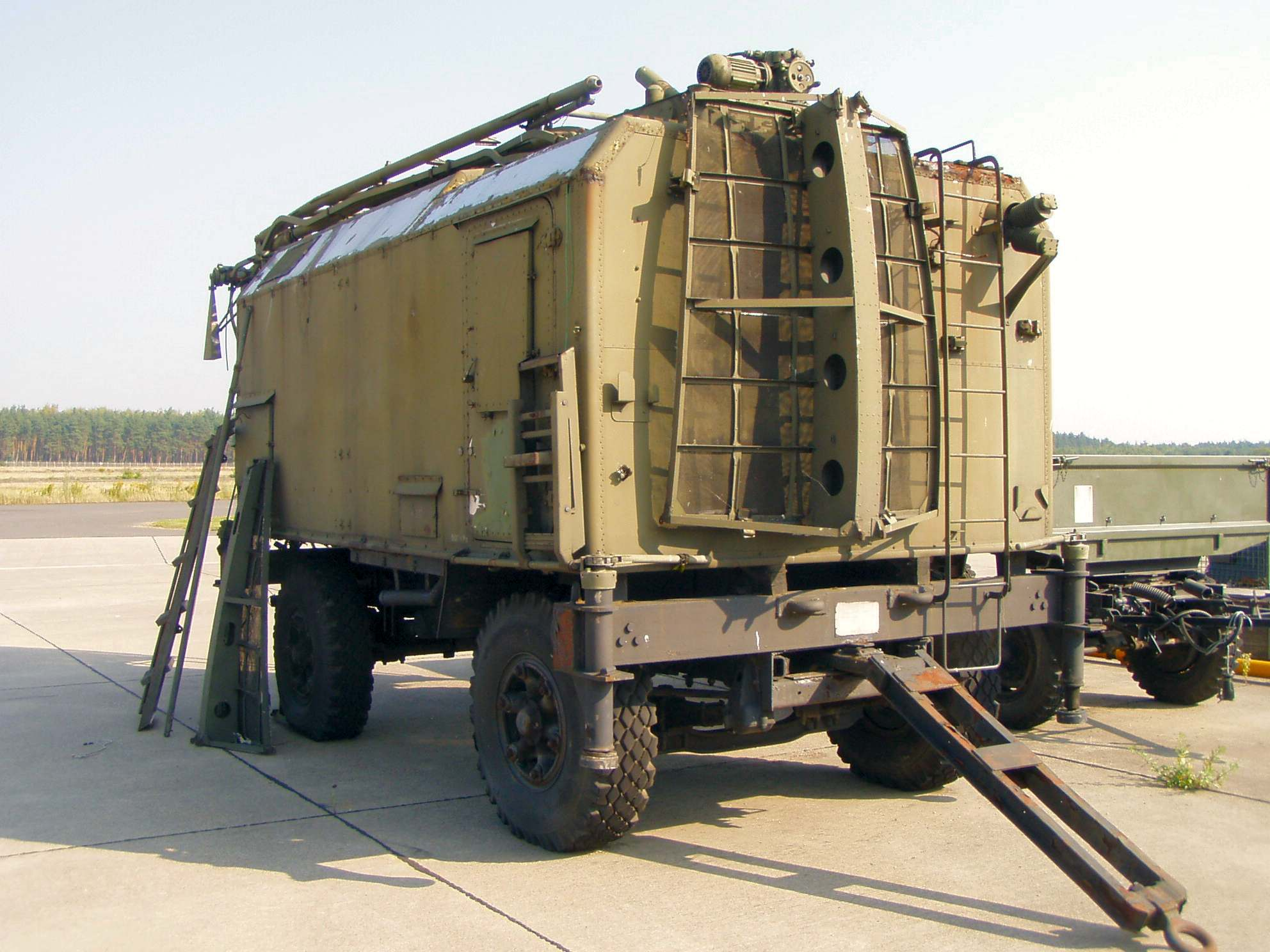
Cabina cu aparatură a radioaltimetrului PRV-9 în poziția de marș (strâns).

## Scurt istoric
Din cauza faptului că radioaltimetrul PRV-10  nu răspundea în totalitate cerințelor apărării antiaeriene a Trupelor de Uscat, în parte mobilității (număr mare al unităților de transport și timp mare de desfășurare), a fost luată hotărârea pentru realizarea radioaltimetrului mult mai mobil PRV-9 (”Naklon-2”). Proiectarea a început,în anul 1958, la Biroul 588 de Proiectări Speciale al Uzinei Electromecanice din Lianozov (un orășel de lângă Moscova). Principalul constructor a fost Lev Isaevici Șulman.
În anul 1960 radioaltimetrul a trecut testele de stat și apoi a fost întrodus în înzestrare.
În anul 1960 Biroul 588 de Proiectări Speciale al Uzinei Electromecanice din Lianozov, împreună cu Institutul 208 de Cercetări Stiițifice a început proiectarea variantei pe automobil a radarului PRV-9. Radioaltimetrul realizat (PRV-9A) de același constructor a fost ca parte componentă a radiotelemetrului mobil P-40 ”Bronia”, index GRAU - 1RL128.
- S-au realizat două versiuni ale radioaltimetrului:
  - PRV-9A pe șasiul automobilului KRAZ-214, care a remorcat și stația electrică 1Ă9 instalată pe o remorcă;
  - PRV-9B pe șasiul automobilului KRAZ-214 fără sursa primară de alimentare cu energie electrică, alimentarea asigurându-se de la agregatul cu turbină care alimenta radioaltimetrul P-40.

Radioaltimetrul PRV-9A a trecut, în anul 1962, testele de stat în compunerea radiotelemetrului ”Bronia” în poligonul Donguz și fost introdus în înzestrare. Producția s-a realizat la Uzina Electromecanică din Lianozov.
- Modernizări:
  - PRV-9A – pe automobil: mașina nr.1 (cu aparatură) într-o cabină de tip K-375B pe baza șasiului KRAZ-214 (255); remorca nr. 2 (cu stația electrică) într-o cabină de tip K-375B.
  - PRV-9B – pentru lucrul cu radiotelemetrul P-40 (”Bronia”): mașina nr.1 (cu aparatură) într-o cabină de tip K-375B pe baza șasiului KRAZ-214 (255) fără stația electrică (alimentarea cu energie electrică se realizează de la stația electrică a radiotelemetrului P-40).

## Destinație
Radioaltimetrul PRV-9 este specializat pentru determinarea înălțimii în compunerea subunităților, în special, din Apărare Antiaeriană a Trupelor de Uscat. Totodată a fost și este folosit pentru determinarea înălțimii în compunerea subunităților, specializate pentru descoperirea mijloacelor aeriene ce evoluează la înălțimi mici, aparținând Trupelor Radiotehnice din Apărarea Antiaeriană a Teritoriului. 

## Scurtă descriere
- Acest radioaltimetru, potrivit hotărârii de aplicare a schemei constructive, se deosebește considerabil de radioaltimetrele din seria PRV-10, PRV-11, PRV-13.
- Traseul ghidului de undă. Folosirea lungimii de undă de cinci centimetri (aproximativ 6 GHz) a permis să se folosească o antenă cu un gabarit și o masă semnificativ reduse care a permis, în mod corespunzător, să se creeze un sistem ergonomic de balansare și rotire a antenei și a condus la renunțarea folosirii unei cabine tradiționale emisie-recepție în gama de zece centimetri. Desfășurarea și strângerea antenei prin folosirea unor mijloace mecanice a simplificat și a redus timpul pentru aceste operațiuni. În poziția de transport pilonul antenei și antena se împachetau în lungul acoperișului cabinei, iar partea de sus a antenei se plia în jos pe peretele cabinei. Totodată, deoarece dimensiunile ghidului de undă au devenit destul de mici, pentru mărirea calităților electrice ale traiectului ghidului de undă (la emisie), în traseul realizat ermetic, se introducea aer uscat sub presiune. În acest scop se folosea  o instalație numită ”degivrator”. În comutatorul de antenă era folosit un circulator cu ferită.
- Instalația de emisie. După cum este cunoscut în modulatoarele tradiționale mai vechi, cu linie lungă de acumulare și comutator ionic, în calitate de comutator se folosesc tiratroane umplute cu hidrogen. Pentru umplerea volumului balonului tiratronului cu hidrogen în concentrația necesară, în interiorul balonului se află un generator de gaz, care se încălzește cu un curent electric. Pentru încălzirea tiratronului de tip TGI-700 erau necesare 7-8 minute, (TGI-400 – 4,5 minute) ceea ce determina în acest fel principalul parametru tehnic, care era timpul de cuplare (de emisie) a radarului.

Deosebirea constructivă a instalației de emisie a radarului a fost folosirea modulatorului magnetic, care nu s-a folosit la nici un alt radar, nici până atunci nici după PRV-9 sau PRV-16. Renunțarea la folosirea comutatorului ionic (tiratron de putere umplut cu gaz) a avut scopul, evident, de a ridica siguranța modulatorului, să se scurteze timpul de pregătire a modulatorului pentru lucru, să se micșoreze greutatea și dimensiunile.
Ca un inconvenient al acestui modulator trebuie remarcată imposibilitatea schimbării frecvenței de repetiție a impulsurilor de sondaj (frecvența era determinată de frecvența rețelei de alimentare cu tensiune alternativă, adică 400 Hz),  ceea ce a creat inconveniente la sincronizarea cu impulsuri de pornire cu alte radare și aparatura de conducere automatizată (inclusiv și pentru înlăturarea influenței bruiajului asincron).
Totodată, diagnosticarea defecțiunii într-un asemenea modulator era grea, practic se folosea o singură metodă – schimbarea elemetului suspect, evident cu unul bun. Deoarece în setul de piese de schimb și accesorii individual acel element nu exista, atunci remedierea defecțiunii dura până la procurarea elementului respectiv.
În radarul PRV-9, pentru prima dată, s-a folosit acea posibilitate de protecție la bruiajul activ ochit prin schimbarea frecvenței purtătoare a generatorului de înaltă frecvență de la impuls la impuls.
- Instalația de recepție a fost realizată sub forma superheterodinei cu dublă schimbare de frecvență (pentru asigurarea benzii necesare de trecere pe traseul de recepție). În amplificatorul de înaltă frecvență al traseului de recepție, în mod tradițional, s-a folosit tubul cu undă progresivă. S-au folosit două prime heterodine, în funcție de regimul de lucru al radarului, folosind una din ele pentru sistemul propriu de acord automat al frecvenței. În regimul de lucru pentru protecția la bruiajul activ ochit s-a folosit prima heterodină, pe un clistron reflex, ”instantaneu” cu amplificatorul de frecvență intermediară, păstrând frecvența heterodinei pe timpul duratei impulsului de sondaj. În regimul folosirii sistemului de selecție a țintelor mobile, SȚM, (pe timpul lucrului  în condițiile bruiajului pasiv) emițătorul lucra pe una din frecvențele fixate și folosea prima heterodină pe clistron, în care schimbarea de frecvență se realiza mecanic cu ajutorul unui mecanism de execuție cu mici electromotoare. Această heterodină asigura stabilitatea frecvenței în timp, necesară pentru lucrul aparaturii coerente în împuls a sistemului SȚM. Aparatura de compensare după o perioadă (CDP) a fost realizată după schema tradițională pe două potențialoscoape și, constructiv, plasate într-un bloc tipizat nu prea mare. Totodată aceeași aparatură se folosea la suprimarea bruiajului asincron.
- Sistemul de antenă. Reflectorul antenei se balansa în plan vertical cu ajutorul unui mecanism de balansare, reprezentat în sine de un reductor cu șase trepte acționat de un motor asincron trifazic. La ieșirea axului reductorului se găsea o bielă-manivelă care era legată printr-o tijă cu reflectorul antenei. Sistemul de rotire al antenei  era reprezentat de un mecanism de urmărire sincronă pe un canal, cu selsine, cu amplificator de putere electromecanic (amplidină) și motor de execuție de curent continuu.
- Aparatura indicatoare era reprezentată de un indicator de înălțime (pe un tub catodic de tip 35LM2V) și un indicator de control (pe un tub catodic 8LO29I). Originală a fost schema de formare a gradațiunilor de înălțime – un kilometru de gradațiuni de înălțime se forma din zece kilometri de gradațiuni de distanță. Aceasta a permis să se ocolească tubul electronic special de formare a gradațiunilor de înălțime IF-17, întrebuințat la radioaltimetrele PRV-10, 11, 13 ceea ce a simplificat mult schema indicatorului de înălțime și reglajul acestuia.
- Dispunerea aparaturii. Aparatura radioaltimetrului  a fost realizată pe baza elementelor din prima generație (pe tuburi miniatură cu folosirea montajului clasic, iar în stabilizatoarele de tensiune s-au folosit tranzistoare). Constructiv, radioaltimetrul a fost realizat foarte compact. Întreaga aparatură a fost instalată într-o cabină pe o remorcă nu prea mare. Această cabină a fost despărțită prin pereți în trei compartimente. În primul (intrarea prin ușa cabinei dintr-o parte) a fost instalată coloana de bază a antenei, o parte a traseului ghidului de undă al antenei, amplificatorul electromecanic (amplidina) sistemului de rotire a antenei. În al doilea, compartimentul mijlociu, pe peretele din dreapta s-a dispus dulapul modulatorului, generatorul de foarte înaltă frecvență și sistemele de comandă, control și protecție. Pe peretele din stânga, în blocuri tipizate, s-a instalat toată aparatura rămasă, în afara dulapului indicator de înălțime. Dulapul indicatorului de înălțime s-a instalat în al treilea compartiment. Setul individual de piese de schimb și accesorii s-a dispus în compartimentele doi și trei. Indicatorul de înălțime putea fi dus din cabină la punctul  de comandă al subunității la o distanță până la 300 metri.
- Alimentarea cu energie electrică s-a asigurat de la agregatul de electroalimentare AD-30/T/230-Ci400 (30 kW, 230 V, 400 Hz, trifazic cu nulul izolat, pe baza motorului Diesel IaMZ-204G, cu patru cilindri, foarte sigur). În compunerea stației electrice 1Ă9 dispusă într-o cabină instalată pe o remorcă realizată pe un șasiu 2-PN-6 au fost montate două agregate AD-30. În complet putea intra agregatul convertizor de frecvență VPL-30 (PSCi-30) dispus intr-un container metalic (fără șasiu). Convertizorul de frecvență VPL-30 se alimenta de la rețeaua electrică industrială trifazică de 230 volți/50 Hz și producea 230 volți/400 Hz, debitând o putere de până la 30 kW.
- În concluzie: din experiență, o siguranță în exploatare mai mică s-a constatat la droselul de încărcare din modulatorul magnetic și circulatorul cu ferită din comutatorul de antenă. Diagnosticarea acestor elemente prezentate a fost cu totul dificilă.

Ca obiectiv realizat, radioaltimetrul a fost destul de sigur, deși zona lui de cercetare (în comparație cu  PRV-11, PRV-13) a fost în realitate mai modestă. Lucrările continuate în fabrică pentru modernizarea acestui radioaltimetru au dus la apariția radioaltimetrului PRV-16, la care s-au adus doar trei mari modificări – canalul de goniometrare, pentru deterninarea precisă a direcției bruiajului activ, protecția radarului împotriva rachetelor autodirijate antiradiolocație și schimbarea autocamionului KRAZ-215 cu KRAZ-255.

## Date tehnico-tactice
- gama de lucru: centimetrică;
- distanța de descoperire:
  - pentru înălțimea de 200 metri: 60 km;
  - pentru înălțimea de 1.000 metri: 110 km;
  - pentru înălțimea de la 3.000 la 45.000 metri: 150 km;
- precizia de măsurare a înălțimii: până la 1.000 m = 100 m; mai sus: 200 m;
- precizia de măsurare a azimutului: 1,6 grade;
- puterea în impuls: 800 kW;
- sensibilitatea receptorului: 5 microvolți
- lățimea diagramei de directivitate: în azimut = 2,5 grade; în unghi de înălțare = 1,1 grade;
- timpul de desfășurare: 45 minute.